# منزل تميزي فر
منزل تميزي فر (بالفارسية: خانه تمیزی فر) هو منزل تاريخي يعود إلى عصر القاجاريون، ويقع في أصفهان.